# Una Mae Carlisle
Una Mae Carlisle (Zanesville vagy Xenia, 1915. december 26. – Harlem, 1956. november 7.) amerikai dzsesszénekesnő, zongorista, dalszerző.

## Pályafutása
Edward és Mellie Carlisle afroamerikai illetve indián származású volt. Édesanyja tanította zongorázni. Már hároméves korától rendszeresen a nyilvánosság elé lépett a WHIO (AM) rádióállomáson az ohiói Daytonban. Zongorázására rányomta bélyegét Fats Waller játéka; boogie-woogiet, illetve stride-ot játszott – sok humorral.
1937-től szólista volt. Többízben turnézott Európában. Az 1930-as évek végén Fars Wallerrel lemezfelvételei készültek. Az 1940-es években olyan zenésztársakkal dolgozott, mint Lester Young, Benny Carter, John Kirby.
Dalszerzőként is sikeres volt. Az első afroamerikai nő volt, akinek kompozíciója megjelent a Billboard listáján (1941: „Walkin 'By The River”). Cab Calloway és Peggy Lee tették ismertté szerzeményeit.
Saját rádióműsora is volt (Una Mae Carlisle, WJZ-ABC). Az első afroamerikai nő volt, aki országos rádióműsort vezetett.
Tüdőgyulladásban halt meg egy harlemi kórházban 1956-ban, 40 éves korában.

## Lemezek
Kislemezek
- I Can't Give You Anything but Love, Baby
- I See A Million People
- Walkin' By the River
- For the Rest of My Life

- Blitzkrieg, Baby

Antológiák
- Una Mae Carlisle 1938-1941, Chronological Classics n° 1209
- Una Mae Carlisle 1941-1944, Chronological Classics n° 1230
- Una Mae Carlisle 1944-1950, Chronological Classics n° 1265